# حاسي العش

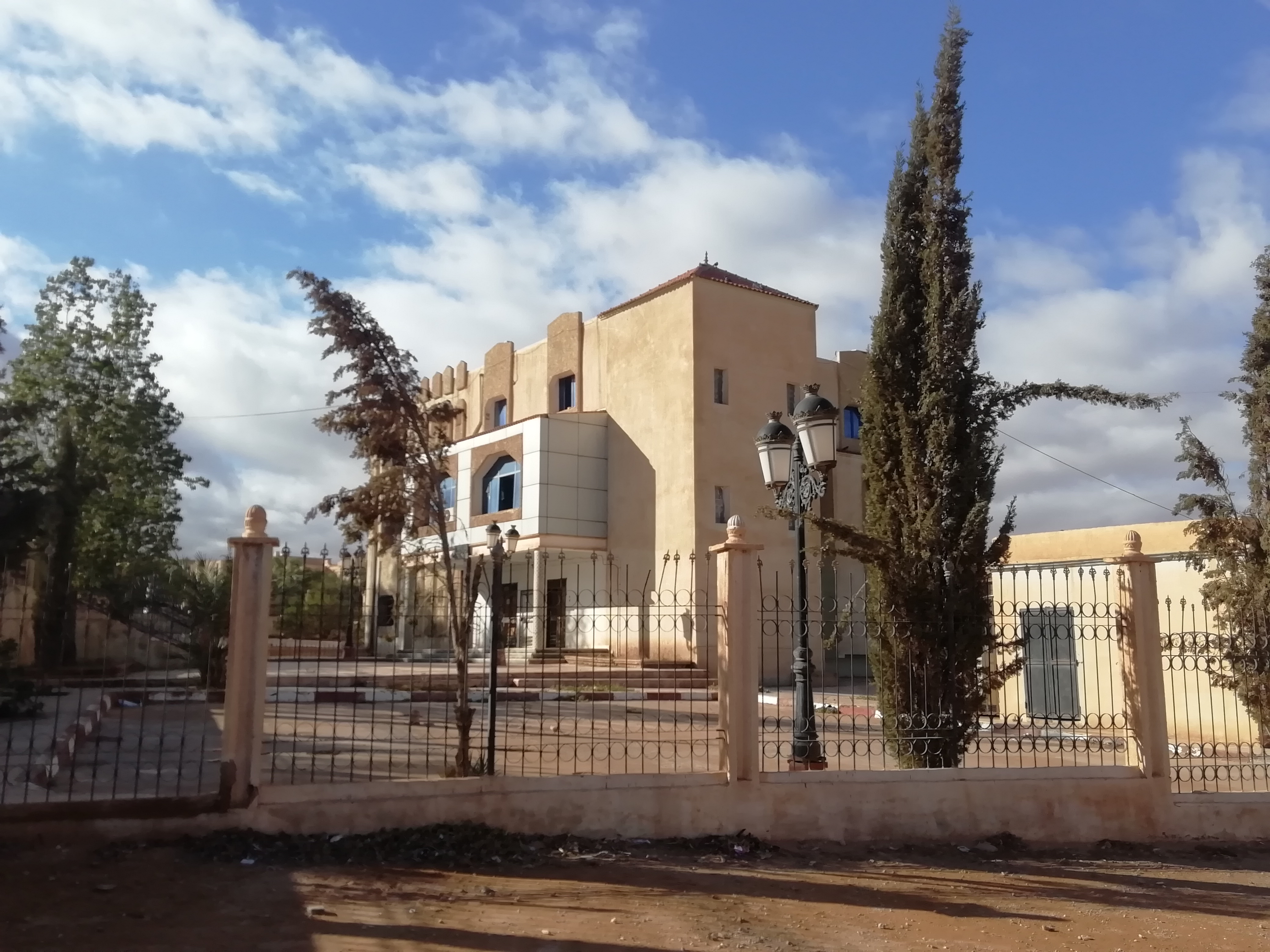
ممقر بلدية حاسي العش

تقع بلدية  حاسي العش بدائرة حاسي بحبح ولاية الجلفة، و يحدها من الجنوب إلى الشمال من الناحيى الشرقية كل من : حاسي بحبح ، دار الشيوخ ، الهامل ، بوسعادة ، حد الصحاري و من الناحية الغربية بويرة الأحداب. وتم تأسيسها عام 1985، وتُعد بلدية حاسي العشّ الواقعة على بعد  75 كلم شمال شرق ولايةالجلفة من البلديات الريفية ذات الطابع الفلاحي والرعوي

## أصل التسمية
سابقا منذ وقت الإستعمار كانت تسمى دار التمارة حيث كان يجمع محصول التمور هناك لتوزيعها فيما بعد، أما عن تسمية حاسي العش فهي تأتي من كلمة بئر العش وذلك لوفرة المياه والآبار في المنطقة وتوسطها جبال ثلاث رئيسية ( جبل الأحداب، جبل القرين، جبل القعدة )

## أصول السكان
أصولهم من أولاد نايل ومن عرش أولاد عبد القادر

## الثقافة
تحوي البلدية على عدة مراكز ثقافية أهمها
- مكتبة المطالعة العمومية - لبلدية حاسي العش
- مكتبة بلدية
- المركز الثقافيالثقافي
وكذلك تحتوي على مسجدين هما (مسجد خالد بن الوليد-مسجد علي بن ابي طالب)وتوجد عدة مدارس قرآنية
كذلك تتميز البلدية بمجموعة من شعراء الشعر الشعبي ابرزهم الشاعر الشعبي بن نايل عبد الرحمن والطويل بلقاسم وزناتي

## التعليم
يوجد في البلدية ثانوية وحيدة ومتوسطة وثلاث مدارس تعليم أساسي

## الصحة
تحوي البلدية على عيادة متعددة الخدمات وهي المؤسسة الإستشفائية الوحيدة في البلدية

## المعالم السياحية
تتمتع منطقة حاسي العش على الكثير من المناطق السياحية التي هي قبلة للسياحة الداخلية ومن أهم هاته المعالم:
- السبخة
- الريان
- جبل القرين
- الفايجة

## القرى والمداشر

### قرية الفرزول
قرية الفرزول التابعة إداريا إلى بلدية حاسي العش إحدى القرى التي تشكلت حديثا والتي أنشأت سنة 1999 بسبب العدد الكبير من السكان الذي تجمع بهذه المنطقة الفلاحية الهامة حيث يقدر عدد ساكني هذه القرية اليوم بأكثر من 2000 ساكن، تتمتع بأراضي زراعية شاسعة وخصبة وإمكانية فلاحية معتبرة

### قرى أخرى
الوسرة، بن جوادي،السفيفة، السروج، القصعة، صدارة 04

منظر عام لمدينة حاسي العش

منظر عام لمدينة حاسي العش